# Josef Tauchner
Josef Tauchner (Sankt Peter, 10 febbraio 1929 – Vienna, 17 luglio 1983) è stato un sollevatore austriaco.

## Carriera
Partecipò a tre edizioni dei Giochi olimpici: a Helsinki nel 1952, Melbourne nel 1956 e a Roma nel 1960. Ai campionati di Vienna del 1954 vinse un argento europeo e un bronzo mondiale. Ai campionati europei conquistò inoltre altre due medaglie d'argento e due medaglie di bronzo tra il 1951 e il 1958.